# Astragalus culminatus
Astragalus culminatus es una especie de planta del género Astragalus, de la familia de las leguminosas, orden Fabales.

## Distribución
Astragalus culminatus se distribuye por Irán.

## Taxonomía
Fue descrita científicamente por Maassoumi, Kaz. Osaloo & Joharchi. Fue publicada en Iran. J. Bot. 11: 138 (2006).